# Bell & Ross
Bell & Ross è un'azienda francese produttrice di orologi fondata nel 1992 da Bruno Belamich e Carlos A. Rosillo.

## Storia e caratteristiche

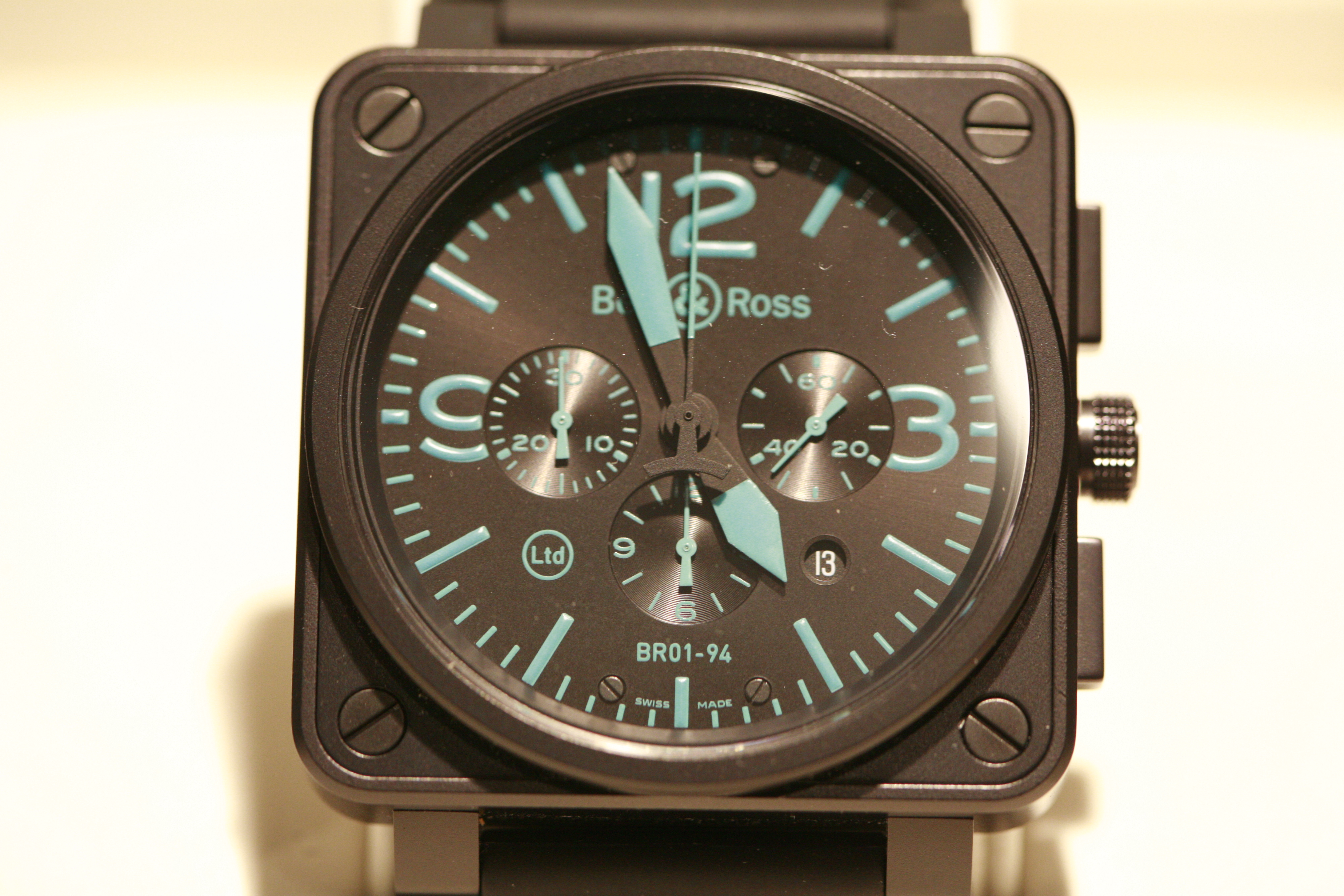
Bell & Ross BR 01-94

La gamma di orologi Bell & Ross si ispira alle cabine di pilotaggio degli aerei, infatti è notevole la somiglianza degli orologi e alcuni strumenti di navigazione presenti sugli aerei. I primi modelli Bell & Ross sono stati progettati da Belamich e Rosillo, ma costruiti da un orologiaio tedesco.
La gamma BR02 si rivolge principalmente a subacquei e sommozzatori, con quadranti molto leggibili e molto resistenti, infatti la loro impermeabilità è stata testata fino a 1000 m di profondità. Un'altra gamma di orologi è la Hydromax, dove all'interno della cassa è presente del liquido idraulico che serve a compensare le differenze di pressione subite dall'orologio durante le immersioni.
I primi modelli Bell & Ross erano re-edizioni di orologi Sinn, infatti i quadranti riportavano il marchio di entrambi i produttori. La partnership si concluse nel 2002 quando Bell & Ross iniziò la produzione in proprio, aprendo i suoi stabilimenti a La Chaux-de-Fonds, in Svizzera.
Il design degli orologi Bell & Ross si ispira a 4 principi di progettazione:
- Impermeabilità e resistenza all'acqua anche ad elevate profondità
- movimenti svizzeri di alta precisione
- chiari e leggibili indicatori visivi in tutte le condizioni, come quelli presenti nel cockpit di un aereo
- funzioni speciali per usi speciali, come possono essere usi militari, aeronautici e subacquei.

La gamma Bell & Ross comprende anche orologi al quarzo identici a quelli automatici, tranne per il fatto che montano un movimento ETA 980.163 a 15 rubini al quarzo.
Bell & Ross produce anche orologi in edizioni speciali limitate, che differiscono da quelle convenzionali nei materiali o nel design, ad esempio alcune versioni sono in oro giallo o rosa o fibra di carbonio, mentre altre hanno raffigurato all'interno del quadrante un teschio.
Tra gli acquirenti degli orologi Bell & Ross ci sono varie forze armate francesi.

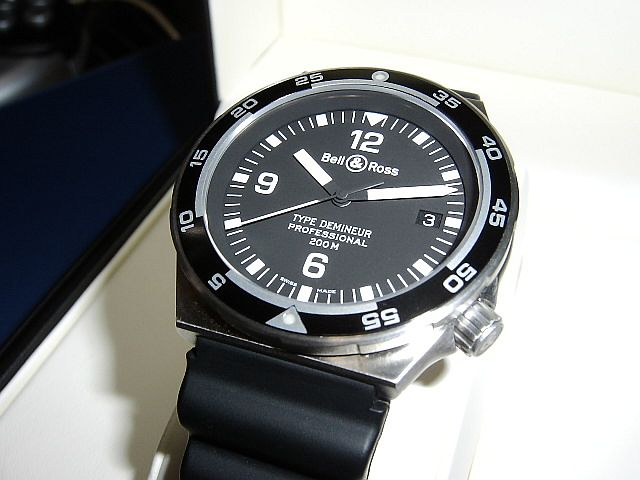
Bell & Ross Demineur

## Modelli
- BR Instrument
  - BR Minuteur - BR 01 Tourbillon - BR 01 46mm - BR 02 44mm - BR 03 42mm - BR-S 39mm - BR 05 36mm
- Professional
  - Space (Cronografo) - Grand Prix (Cronografo) - Hydroman 11 000M (Quarzo) - Type Marine (Quarzo) - Type Demineur (Quarzo)
- Classic
  - Type Aeronavale (Cronografo) - Diver 300 (Cronografo)
- Vintage
  - Vintage 126 XL (Cronografo) - Vintage 126 (Cronografo) - Vintage 123 (Automatico) - Vintage 120 (Cronografo al quarzo) - Function (Quarzo) - Medium (Automatico)